# Coclesito
Coclesito es la cabecera del Distrito Especial Omar Torrijos Herrera en la provincia de Colón, República de Panamá. Hasta el 20 de febrero de 2018 fue parte del distrito de Donoso. Coclesito tiene una población de aproximadamente 3500 habitantes.

## Historia
Antes de ser Coclesito, se llamaba la Negrita nombre dado por los primeros pobladores de esta área montañosa, siempre ha sido zona de tránsito incluso antes de la llegada de los españoles, nuestros nativos la utilizaban para llegar a la región de Coclé del Norte. aproximadamente para 1946 se inicia los primeras viviendas donde estos campesinos se dedicaban al cultivo de supervivencia, posterior se fueron añadiendo más casas y algunos elementos, antes de 1970 La familia Gonzales Habitaba la zona con un aproximado de 9 a 12 casas, cabe destacar que la presencia de una maestra llamada Cecilia y el Padre José María, daban el impulso a estos devotos la iglesia rancho servia de escuela incluso tenían su propia tiendita.
1970 una potente inundación arrasa las esperanzas y sueños junto sus cultivos y animales. La Negrita conectada por el Río, hasta Coclé Del Norte llega el sacerdote los reúne
Coclesito se le da un realce e importancia gracias a Dios, Se Reúne con los moradores y deciden emprender con la ayuda de los vecinos de los demás a orilla de río y campos. Pueblo - Yunta - Gobierno, los proyectos de educación, salud, agro proyectos agrícolas, bovinos y bufalinos toma forma. 
En 1975 trajo varios búfalos de agua de Trinidad y Tobago para establecer una cooperativa agrícola en Coclesito, donde sufrió estragos por poderes políticos mal intencionados posterior a la muerte del General y la invasión la cual tuvo impacto con la matanza de búfalos, actualmente la APAAC, mantiene búfalos y otras fincas particulares y sociedades, impulsado por programas de mejora de genética. 
Las etapas de Coclesito son: 
Hoy en día la minería se ha convertido en la principal industria en la zona, que este tema minero tiene presencia antes de la llegada de los españoles y como proyectos para el desarrollo sostenible impulsado por las naciones unidas en 1968, desde  con ciertas opciones a favor y en contra pese al precedente de mal manejo por la mina de oro Petaquilla Gold y su cierre inesperado dejando daños ambientales y de compromisos laborales.
Cobre Panamá única empresa en el área en la actualidad con un cese de operaciones debido al fallo de inconstitucionalidad en 2023 trato de dar seguimiento y apoyo al desarrollo de sus comunidades vecinas con empleos y proyectos de educación, agrícolas e infraestructuras , es un pueblo con una muy mal representación gubernamental local, pero con expectativas grandes de los lugareños a que se cumpla lo establecido y por el desarrollo de la región de manera sostenible. 
El turismo emergiendo con pasos firmes con esa rica historia de una comunidad marcada por la Historia, casa Museo Omar Torrijos, sitios como granja alternativa y hotel la Ceiba, fincas de agroprodución, guías turísticos observación de flora y fauna únicas en el mundo, el Café, el borojó, mezclas culturales, tradiciones, bailes únicos como la fachenda, el sombrero de Caña Blanca nos hacen únicos, actualmente puedes contactar una emprendimiento de guías de turismo Local para tus visitas sean seguras y satisfactorias  al intargram @turismo-coclesito.

## Cultura
desde la Pollera, diferente al resto por el hecho de ser muy sencilla y elegante, baile el tamborito, con un sabor poco costeño, la fachenda que es una danza estilo ritual con una larga historia de nuestros antepasados, actualmente grupo Rescatando mi Folclore, dirigido por el Maestro secundino Ortega.
sombrero de caña blanca único en Panamá, diferentes pintas y vueltas, dentro del Distrito, tallados de madera. 
Omar Torrijos construyó una casa en Coclesito en 1974 y finalizó su construcción el 13 de febrero de 1975 lugar de refugio y de importancia en todas sus decisiones, actualmente administrado por fundación Omar Torrijos, su administradora actualmente virginia Oliveros se atiende de lunes a viernes referencias  al teléfono: 65797351 .
Desde 2014, Coclesito celebra el festival anual de búfalos de agua  ahora es una Feria  Nacional que se celebra en febrero las fiesta de fundación del pueblo son los 8 de agosto, aniversario de la fundación de la comunidad.

## Medios de transporte
Vía de acceso terrestre, sedán, 4 x4, buses, motos por la provincia de Coclé, Penonomé, carretera La Pintada, desvío hacia proyecto minero, carretera de asfalto, con curvas pero en unos 45 minutos llegas, hay transporte desde el boulevard de Penonomé, buses cómodos y conductores seguros.
Vía acuática por Coclé del Norte, comunidad costera de la provincia de Colon aproximadamente 4 horas.
Vía aérea, se cuenta con una antigua pista de aterrizaje donde los helicópteros hacen sus paradas, y en la plaza de la casa Museo otro helipuerto para un solo helicóptero. Anteriormente había un aeródromo en Coclesito, ahora cerrado, que era el destino del avión que transportaba a Omar Torrijos cuando se estrelló en las cercanías en 1981.